# Pszczew (przystanek kolejowy)
Pszczew – dawny kolejowy przystanek osobowy w Pszczewie, w województwie lubuskim, w Polsce. Przystanek jest nieczynny od 1995.
Począwszy od 29 czerwca 2014 roku przez wszystkie niedziele wakacji szkolnych Pszczew uzyskał bezpośrednie połączenie kolejowe z Poznaniem, obsługiwane pociągiem Rybak kursującym w relacji Poznań Główny – Zbąszynek – Międzychód – Zbąszynek – Poznań Główny.